# Marigaon
Marigaon (o Morigaon) è una suddivisione dell'India, classificata come town committee, di 20.807 abitanti, capoluogo del distretto di Marigaon, nello stato federato dell'Assam. In base al numero di abitanti la città rientra nella classe III (da 20.000 a 49.999 persone).

## Geografia fisica
La città è situata a 26° 22' 46 N e 92° 20' 29 E.

## Società

### Evoluzione demografica
Al censimento del 2001 la popolazione di Marigaon assommava a 20.807 persone, delle quali 10.885 maschi e 9.922 femmine. I bambini di età inferiore o uguale ai sei anni assommavano a 2.455, dei quali 1.288 maschi e 1.167 femmine. Infine, coloro che erano in grado di saper almeno leggere e scrivere erano 15.911, dei quali 8.815 maschi e 7.096 femmine.